# کوه بوناگاو
کوه بوناگاو (انگلیسی: Mount Bongao) در جزیره بوناگاو واقع در استان تاوی تاوی واقع شده‌است. این کوه با شش ستون سنگ آهک است که به عنوان ۶ قله آن می‌باشد.
کوه بوناگاو در داخل پارک گردشگری اکو قله بوناگاو قرار دارد که در ۳ ژوئیه ۲۰۱۷ افتتاح شد. این جنگل ۲۵۰ هکتاری است که یکی از آخرین جنگل مرطوب باقی مانده در مجمع‌الجزایر سولو است.
این کوه مقدس شناخته شده‌است و اعتقاد بر این است که دو واعظ که پیرو کریم المخدوم هستند زیر آنچه که سنگهای معلق نامیده می‌شود دفن شده‌اند. کریم در سال ۱۳۸۰ اسلام را به فیلیپین آورد.

## خصوصیات فیزیکی
کوه بوناگاو متشکل از شش ستون سنگ آهک است که شش قله آن را تشکیل می‌دهند، که به عنوان نقاط قابل مشاهده جزایر و مکان‌های نام‌گذاری شده می‌باشند. این قله‌ها بوناگاو، پجار، سیبوتو، سیمونول، تامبیزان و تیننداکان نامیده می‌شوند.

## راهپیمایی
این کوه علاوه بر مقدس بودن، برای راهپیمایان معروف است. یک مسیر پوشیده از قلوه‌سنگ و سنگ‌فرش شده با ۳۶۰۸ پله که به صورت یک عرشه دیده می‌شود ساخته شده‌است. این میدان دید یک نقطه برتر را در نظر دارد که مشرف به دریای سلب است و جزیره‌ای در صباح در ۳۱۷ متر (۱۰۴۰ فوت) از سطح دریا ارتفاع دارد.